# Sicula Film
La Sicula Film era una casa di produzione cinematografica costituita a Catania nel 1914, sull'onda della fondazione della società di produzione Etna film, che durò solo un anno circa.

## La società
La società, assieme alle consorelle Katana Film e Jonio Film, venne costituita dall'avvocato catanese Gaetano Tedeschi e produsse diversi film interpretati dagli attori catanesi Desdemona Balistrieri, moglie dell'attore Angelo Musco, Rosina Anselmi, Attilio Rapisarda e Mariano Bottino. 
Fra i film prodotti si ricordano Alba di Libertà, Presentat-arm!, ambedue del 1915, ed Il vincolo segreto, del 1916 interpretati dagli attori catanesi Attilio Rapisarda e Mariano Bottino.